# Inés Hernández Ruz
Inés Hernández Ruz (Carboneras, 30 de agosto de 1986) es una exjugadora de balonmano española que jugaba de pivote en el Balonmano Porriño.

## Trayectoria
Casi toda su carrera jugó de lateral y primera línea. Conforme fue evolucionando en su juego fue participando menos en ataque pero su potencia de piernas y su fuerza la hicieron reubicarse como pivote y especialista defensiva en la línea central de su equipo.
Empezó jugando al balonmano a los 10 años y se crio en las pistas de la mano de Miguel París y Pedro Jorge Quinto con el Carboneras. Cuando se fue a estudiar a Granada se enroló en el Granada 74 y, con 20 años la ficharon en el Club Balonmano Murcia donde estuvo durante 4 años para cambiarse al Roquetas para entrenar con Pepe Salguero, con el que consiguió el ascenso a División de Honor. Tras la renuncia del Roquetas a la plaza de la máxima división, su lugar lo ocupó el UCAM de Murcia e Inés Hernández se mudó al equipo universitario, dónde tuvo su primera incursión en la máxima división nacional en la temporada 2011/12, con el que debutó en la Copa de la Reina. Tras el descenso del equipo universitario fichó por el fuensantino Adesal de Córdoba, donde estuvo 2 temporadas y firmó su mejor temporada goleadora con 132 tantos en 25 partidos.
Su desempeño en el conjunto andaluz le abrió las puertas del Atlético Guardés. En 2014 fue fichada por el equipo dirigido por Manu Etayo. Con el equipo gallego consiguió el gran título de su vitrina: la División de Honor española del 2016/17. También debutó en competición europea con el equipo miñoto en la temporada 2014/15 en la antigua Recopa de Europa y participó, durante sus cuatro temporadas, en la Challenge Cup y la posterior EHF European Cup.
Tras cuatro temporadas permaneció en Galicia pero se mudó de equipo, al Balonmano Porriño, donde llegó en junio de 2018.
Antes de terminar la temporada 2023-24 anunció su retirada, lastrada por las continuas lesiones, tras 27 años jugando al balonmano.

### Clubes
- 2011–2012: UCAM Murcia
- 2012–2014: Adesal Córdoba
- 2014–2018: Atlético Guardés
- 2018 - 2024: Balonmano Porriño

#### Datos(desde 2013 a junio de 2024)
|                            | Liga | Copa | EHF |
| -------------------------- | ---- | ---- | --- |
| Partidos                   | 247  | 23   | 16  |
| Goles                      | 540  | 25   | 28  |
| Datos: Guía Liga Iberdrola |      |      |     |

## Galardones

### Clubes y selección
- 1 x Campeonato de Liga (2016/17)

## Vida
Maestra de Educación Especial, hizo un grado de primaria. Actualmente imparte clases en las escuelas deportivas del Club Balonmano Porriño.